# Chornice
Chornice település Csehországban, a Svitavyi járásban. Chornice Jevíčko, Biskupice, Vysoká, Březinky, Hartinkov, Vrážné, Bezděčí u Trnávky, Městečko Trnávka és Víska u Jevíčka településekkel határos. Lakosainak száma 857 fő (2024. január 1.).

## Népesség
A település lakosságának változását az alábbi diagram mutatja:
| Lakosok száma | 972  | 1021 | 1055 | 892  | 851  | 830  | 861  | 865  | 856  | 857  |
|               | 1869 | 1890 | 1921 | 1950 | 1980 | 2001 | 2017 | 2019 | 2022 | 2024 |